# 沈黙 (遠藤周作)
『沈黙』（ちんもく）は、遠藤周作が17世紀の日本の史実・歴史文書に基づいて創作した歴史小説。1966年に書き下ろされ、新潮社から出版された。江戸時代初期のキリシタン弾圧の渦中に置かれたポルトガル人の司祭を通じて、神と信仰の意義を命題に描いた。第2回谷崎潤一郎賞受賞作。この小説で遠藤が到達した「弱者の神」「同伴者イエス」という考えは、その後の『死海のほとり』『侍』『深い河』といった小説で繰り返し描かれる主題となった。世界中で13か国語に翻訳され、グレアム・グリーンをして「遠藤は20世紀のキリスト教文学で最も重要な作家である」と言わしめたのを始め、戦後日本文学の代表作として高く評価される。

## あらすじ
島原の乱が収束して間もないころ、イエズス会の司祭で高名な神学者であるクリストヴァン・フェレイラが、布教に赴いた日本での苛酷な弾圧に屈して、棄教したという報せがローマにもたらされた。フェレイラの弟子セバスチャン・ロドリゴとフランシス・ガルペは日本に潜入すべくマカオに立ち寄り、そこで軟弱な日本人キチジローと出会う。キチジローの案内で五島列島に潜入したロドリゴは潜伏キリシタンたちに歓迎されるが、やがて長崎奉行所に追われる身となる。幕府に処刑され、殉教する信者たちを前に、ガルペは思わず彼らの元に駆け寄って命を落とす。ロドリゴはひたすら神の奇跡と勝利を祈るが、神は「沈黙」を通すのみであった。逃亡するロドリゴはやがてキチジローの裏切りで密告され、捕らえられる。連行されるロドリゴの行列を、泣きながら必死で追いかけるキチジローの姿がそこにあった。
長崎奉行所でロドリゴは、棄教した師のフェレイラと出会い、さらにかつては自身も信者であった長崎奉行の井上筑後守との対話を通じて、日本人にとって果たしてキリスト教は意味を持つのかという命題を突きつけられる。奉行所の門前ではキチジローが何度も何度も、ロドリゴに会わせて欲しいと泣き叫んでは追い返されている。ロドリゴはその彼に軽蔑しか感じない。
神の栄光に満ちた殉教を期待して牢につながれたロドリゴに夜半、フェレイラが語りかける。その説得を拒絶するロドリゴは、彼を悩ませていた遠くから響く鼾のような音を止めてくれと叫ぶ。その言葉に驚いたフェレイラは、その声が鼾などではなく、拷問されている信者の声であること、その信者たちはすでに棄教を誓っているのに、ロドリゴが棄教しない限り許されないことを告げる。自分の信仰を守るのか、自らの棄教という犠牲によって、イエスの教えに従い苦しむ人々を救うべきなのか、究極のジレンマを突きつけられたロドリゴは、フェレイラが棄教したのも同じ理由であったことを知るに及んで、ついに踏絵を踏むことを受け入れる。
夜明けに、ロドリゴは奉行所の中庭で踏絵を踏むことになる。すり減った銅板に刻まれた「神」の顔に近づけた彼の足を襲う激しい痛み。そのとき、踏絵の中のイエスが「踏むがいい。お前の足の痛さをこの私が一番よく知っている。踏むがいい。私はお前たちに踏まれるため、この世に生まれ、お前たちの痛さを分つため十字架を背負ったのだ。」と語りかける。
こうして踏絵を踏み、敗北に打ちひしがれたロドリゴを訪ねて、裏切ったキチジローが許しを求める。イエスは再び、今度はキチジローの顔を通してロドリゴに語りかける。「私は沈黙していたのではない。お前たちと共に苦しんでいたのだ」「弱いものが強いものよりも苦しまなかったと、誰が言えるのか?」
踏絵を踏むことで初めて、自分の信じる神の教えの意味を理解したロドリゴは、自分が今でもこの国で最後に残ったキリシタン司祭であることを自覚する。

## 登場人物
セバスチャン・ロドリゴ（岡田三右衛門）
ポルトガル人の若きイエズス会司祭。恩師であるフェレイラの棄教の謎を追うため、同時に、日本にキリスト教の灯を絶やさないようにするため、日本へ向かう。しかし、その後キチジローの裏切りで長崎奉行所に捕らえられ、そこで信仰を続けるか棄教するかの重い選択を迫られることになる。
モデルとなったのはイタリア出身の実在の神父ジュゼッペ・キアラ。キアラは棄教後、斬首刑に処された下級武士、岡本三右衛門の名を与えられ、江戸小石川の切支丹屋敷で生涯を終えている。
フランシス・ガルペ
ロドリゴとともに日本に渡った同僚のポルトガル人司祭。のち別行動をとるが、やはり奉行所に捕らえられ、ロドリゴの眼前で殉教する信徒たちとともに命を落とす。
クリストヴァン・フェレイラ
ポルトガル人の高名な神学者にしてイエズス会の司祭。日本で布教中に捕縛され、「穴吊り」の拷問に屈して棄教したと伝えられる。歴史上実在した人物。「この国は（すべてのものを腐らせていく）沼だ」とする台詞は、当時の流行語にもなったが、日本の精神的土壌とキリスト教との背反問題へ向き合った者たちを描いた武田清子『背教者の系譜 -日本人とキリスト教-』（岩波新書も引用している。
ヴァリニャーノ
マカオに駐在するイエズス会の司祭。日本での布教経験があり、ロドリゴとガルペに日本における苛烈なキリスト教弾圧を伝える。史実で著名なイエズス会員に天正遣欧少年使節を率いたアレッサンドロ・ヴァリニャーノがいるが、島原の乱よりも前の1606年に没している。
キチジロー
ロドリゴがマカオで出会った日本人の男。ロドリゴを日本へ連れて行くが、やがて彼を裏切り、長崎奉行所にロドリゴの居場所を密告する。しかしその後もロドリゴの後を追い続け、彼の許しと告解の秘蹟による神の赦しを乞う。遠藤は後に、この人物は彼に幼児洗礼を受けさせた母親を裏切った自分自身をモデルにしたと述べている。
井上筑後守
幕府大目付・宗門改役。「穴吊り」という最も有効に棄教に結びつける拷問方法を編み出した人物として恐れられているが、本人は温厚な初老の政治家。自らもかつては熱心なキリスト教信者であった（実際には、もともと信者であった証拠はない）。ロドリゴに、キリスト教はこの国では根付かないと説く。
通辞
井上の部下で奉行所の通訳を務める男。ロドリゴに対しては説得という形で棄教を勧め、時に議論を戦わせるが、彼もまた神学校で学び洗礼を受けた過去を持つ。彼が棄教したのは、宣教師の傲慢で日本人への侮蔑意識に満ちた態度に失望したためであることが、作中で示唆されている。

## カトリック教会からの批判と遠藤のその後の発言
『沈黙』出版当初のカトリック教会からの反発は非常に強いものがあった。特に長崎においては、禁書に等しい扱いをされたという。司祭が踏絵を踏むという、衝撃的な結末を快く思わない教会指導者による非難がその要因とされる。
1972年（昭和47年）1月13日付で遠藤による「踏絵」と題する記事が『カトリック新聞』に掲載された。本記事において遠藤は「『早くふむがいい。それでいいのだ。私が存在するのは、お前たちの弱さのために、あるのだ』と（踏絵の）キリストの顔が言っている気がした」と書いたが、その記述に対し、サレジオ会司祭で当時ドン・ボスコ社の月刊誌『カトリック生活』編集長であったフェデリコ・バルバロ神父とアロイジオ・デルコル神父は、遠藤が『沈黙』の中の踏絵の場面を正当化したとして、『カトリック生活』で反論を述べている。
遠藤は1974年の著書『切支丹の里』において、棄教者に向ける自身の思いを以下のように記している。
やがて遠藤の思いは、弱き者に寄り添う「同伴者イエス」の像として、1980年に発表された『侍』に結実するのである。

### キアラとサレジオ会
主人公のロドリゴ司祭のモデルとなったジュゼッペ・キアラの墓碑は現在、サレジオ会の神学校である調布サレジオ神学院（東京都調布市）内の「チマッティ資料館」に所在する。経緯については「ジュゼッペ・キアラ#墓碑」を参照。

## 映画

### 1971年の映画
1971年に篠田正浩監督により、『沈黙 SILENCE』の題名で映画化された。遠藤周作は篠田と共同で脚本を担当しているが、ロドリゴの棄教に至る経緯などは大幅な改変が加えられている。

#### キャスト
- ロドリゴ：デイビッド・ランプソン
- ガルペ：ダン・ケニー
- キチジロー：マコ岩松
- 菊：岩下志麻
- 丸山の女：三田佳子
- 老人：加藤嘉
- モキチ：松橋登
- イチゾウ：滝田裕介
- 老婆：毛利菊枝
- 通詞：戸浦六宏
- 役人：永井智雄
- 岡田三右衛門：入川保則
- 仮牢の役人：稲葉義男、松本克平、島田順司
- 牢番：殿山泰司
- 井上筑後守：岡田英次
- フェレイラ：丹波哲郎
- ナレーション：高橋昌也

### 2016年の映画
マーティン・スコセッシ監督は1991年から長年にわたって映画化構想を練っており、一旦キャストなども発表されたものの制作は難航し、2012年8月には映画制作を担当する予定だったチェッキ・ゴーリ・グループから訴訟を起こされた。2013年1月、Emmett/Furla Filmsと Corsanfilmsの出資、ジェイ・コックスの脚本での映画化が正式に決定した。撮影は2014年7月に台湾で行われる予定だったが、2015年初頭に延期された。2016年12月にアメリカで公開され、名作の評価を得た。
スコセッシは生前の遠藤と会談し、英語で正しく伝わっていないニュアンスも詳細に検討し、遠藤が脚色に携わった1971年版より遥かに原作に沿って、ロドリゴの棄教から日本語拝命、火葬されるまでを描いた。師弟関係にあった加藤宗哉によると、遠藤はロドリゴ棄教後の心境が狙い通りに世間に理解されず不満を抱いていたという。作品は江戸初期の風景を台湾に求め、デジタル合成と特殊メイク効果を多用した大作となった。クレジットの謝辞には1971年版を監督した篠田正浩の名前がある。

## オペラ
1993年に松村禎三の台本・作曲によりオペラ化され、1993年に完成・初演された。

## その他
- 『沈黙』の舞台となった長崎には遠藤周作文学館がある。そこにある「沈黙の碑」は小説にちなんで作られた[11]。後年になって、自筆原稿が発見されている。
- 『沈黙』に遠藤がつけた最初の題名は『日向の匂い』で広告も出したが、編集者が遠藤に題名を変更したいと申し出て『沈黙』となった[12]。